# Torre Reforma
Tore Reforma là một tòa tháp chọc trời đang được xây ở thành phố Mexico. Tòa tháp sẽ cao 244 m, cao 57 tầng, lúc hoàn thành sẽ là tòa nhà cao nhất Mexico và Mỹ Latin vượt qua cả hai tòa tháp Torre Mayor và Torre Ejecutiva Pemex. Được khởi công xây dựng năm 2008, khi hoàn thành sẽ là trung tâm mua sắm, giải trí.
Tòa tháp này hiện đang được xây dựng tại số 483 Paseo de la Reforma, đối diện bên kia đường so với Torre Mayor, tại địa điểm trước đây là một hộp đêm trên Paseo la Reforma. Kế hoạch ban đầu bao gồm phá bỏ ngôi nhà lịch sử thập niên 1930 ở xung quanh địa điểm xây dựng này, nhưng người ta đã quyết định bảo tồn ngôi nhà và sử dụng nó làm lối vào chính của tòa nhà.
Công trình có diện tích bao gồm 35.000 m² không gian văn phòng và 35.000 m² mặt bằng bán lẻ. Nó sẽ có khoảng 35 thang máy đạt tốc độ tối đa là 6,8 mét mỗi giây. Tòa tháp sẽ có một nhà để xe đậu xe ngầm với sức chứa 1.161 xe. Torre Reforma sẽ được trình chứng chỉ quốc tế như là một tòa nhà LED bền vững.